# Zuid-Holland (schip, 1982)
De Zuid-Holland is een blusboot die gestationeerd is in Dordrecht. Deze stad ligt op de plaats waar de Merwede zich splitst in de Noord en de Oude Maas. De boot wordt dan ook voornamelijk op deze wateren ingezet. De boot is geschonken door het ministerie van Binnenlandse Zaken en Koninkrijksrelaties (BZK) aan de regionale brandweer Zuid-Holland Zuid (ZHZ).

## Specificaties
Het schip is 28,11m lang, 5,80m breed en heeft een diepgang van 1,85 m. De drie dieselmotoren leveren ieder 517kW en geven het schip een maximumsnelheid van ongeveer 30 km/uur. Het schip is in 1982 in Gorinchem gebouwd door de werf Damen Shipyards. Het schip beschikt over drie waterkanonnen met een worplengte van meer dan 60 meter en een capaciteit van 3.000 liter per minuut. Op het achterschip is een blusarm geplaatst met een op afstand bestuurbaar waterkanon met een camera geplaatst waarmee op 17 meter hoogte geblust kan worden